# 汉斯-彼得·科佩
汉斯-彼得·科佩（德語：Hans-Peter Koppe，1958年2月2日—），德国男子赛艇运动员。他曾代表东德参加1980年夏季奥林匹克运动会赛艇比赛，获得男子八人单桨有舵手金牌。